# Britt Allcroft
Britt Allcroft, nata come Hilary Mary Allcroft (Worthing, 14 dicembre 1943 – Los Angeles, 25 dicembre 2024) è stata una scrittrice, produttrice televisiva e regista britannica.
Era nota principalmente per aver adattato la serie letteraria del reverendo Wilbert Awdry, The Railway Series, nella serie televisiva Il trenino Thomas.

## Biografia
Hilary Mary Allcroft nacque il 14 dicembre 1943 a Worthing, nel West Sussex. Crescendo, ha condiviso la casa con una zia, che gli raccontava dei suoi viaggi in treno verso Londra; questo accese la sua passione per le locomotive. A sedici anni, abbandonò la scuola e cambiò il suo nome in Britt. Tra gli anni '70 e '80, lavorò per la BBC  e ITV sfornando programmi di successo uno dopo l'altro. Ha anche lavorato a teatro, mettendo in scena spettacoli al London Palladium e ai Drury Lane Theatres. 

## Carriera
Nel 1979, mentre registrava un documentario sulle locomotive a vapore alla Bluebell Railway, Allcroft incontra il reverendo Wilbert Awdry, autore dei libri The Railway Series. Gli disse che voleva dare vita a queste storie e prese accordi per assicurarsi alcuni diritti tramite il suo allora editore Kaye & Ward. 
Nel 1980 fonda la Britt Allcroft Railway Productions (poi rinominata The Britt Allcroft Company) con suo marito Angus Wright. Gli servirono quattro anni per riuscire a produrre una prima stagione da 26 episodi insieme al produttore televisivo David Mitton. 
I primi due episodi de Il trenino Thomas andarono in onda in Regno Unito il 9 ottobre 1984 sul canale Children's ITV, con la narrazione di Ringo Starr e le musiche di Mike O'Donnell e Junior Campbell. La serie ebbe molto successo; allora, si decise di esportare la serie nel mondo. 
Nel 1989, Allcroft volò negli Stati Uniti d'America per cercare qualcuno che volesse trasmettere il suo programma. Riuscì a trovare Rick Siggelkow, un produttore che le propose di creare una sitcom di mezz'ora in live action per bambini dove un capotreno magico che abitava in una stazione raccontava ai bambini le storie di Thomas. Venne creato Shining Time Station, e venne trasmesso sul canale PBS. La serie riscosse un grande successo in America, e si concluse nel 1995. Nel 1996, venne creato il suo spin-off, Mr. Conductor's Thomas Tales.
Nel 1994, creò il cartone animato Le incredibili avventure di Mumfie, di cui è prodotto un reboot trasmesso su Rai Yoyo.
Nel 2000, scrisse e diresse il primo film de Il trenino Thomas, Thomas and the Magic Railroad, e doppiò anche il personaggio di Lady. Il film fu un flop, costringendo Allcroft a dimettersi dal suo ruolo di vicepresidente della sua compagnia.
Nel 2023, venne inclusa nel film An Unlikely Fandom del regista Brannon Carty, che parlava della fandom del trenino Thomas.

## Vita privata e morte
Britt Allcroft sposò Angus Wright nel 1973, e divorziò nel 1997. Ebbero due figli insieme, un figlio ed una figlia.
Allcroft morì il 25 dicembre 2024 a Los Angeles, 11 giorni dopo il suo ottantunesimo compleanno. La notizia venne annunciata da Brannon Carty su X il 3 gennaio 2025.

## Filmografia

### Cinema
- Thomas and the Magic Railroad, regia di Britt Allcroft (2000)
- An Unlikely Fandom, regia di Brannon Carty (2023)

### Televisione
- Three Go Round - serie televisiva britannica
- Blue Peter - serie televisiva britannica
- Get-It Got-It Good - serie televisiva britannica
- Il trenino Thomas - serie televisiva britannica
- Shining Time Station - serie televisiva statunitense
- The Thomas the Tank Engine Man - documentario televisivo
- Mr. Conductor's Thomas Tales - serie televisiva statunitense
- Storytime with Thomas - serie televisiva statunitense

## Doppiaggio

### Televisione
- Regina della Notte in Le incredibili avventure di Mumfie e Mumfie's Quest: The Movie